# Shangwang Shangyung Khaplang
Shangwang Shangyung Khaplang (abril de 1940 - 9 de juny de 2017) va ser un líder birmà d'ètnia naga. Va ser el líder del Consell Nacional Socialista de Nagalim, un grup insurgent que opera per establir un Gran Nagalim sobirà que englobaria totes les zones habitades per persones de l'ètnia naga de Myanmar i l'Índia.

## Primers anys de vida
Khaplang va néixer a Waktham l'abril de 1940, un poble a l'est del pas de Pangsau de Myanmar, com el més petit de deu fills. Nascut a la tribu hemi naga que vivia predominantment a Myanmar. Durant la segona guerra mundial, els aliats van construir la carretera que connectaria Ledo, a Assam, amb Kunming, a la Xina per portar subministraments per a l'esforç de guerra contra l'exèrcit japonès, i que passava per Waktham. Es deia que això "va sembrar les llavors de la insurrecció a Khaplang". Khaplang va afirmar que va assistir per primera vegada a una escola a Margherita, una ciutat d'Assam abans d'unir-se a l'escola de missió baptista a Myitkyina a l'estat de Kachin de Myanmar el 1959, i el 1961 a una altra escola missionera a Kalay abans d'abandonar l'educació.

## Activitat insurgent
Suposadament influenciat pels esdeveniments de la Guerra durant la seva infància, Khaplang va fundar la Força de Defensa Naga (NDF) el 1964, amb la finalitat de lluitar per un estat sobirà naga. El 1965, va cofundar el Concell Revolucionari dels Naga de l'Est (ENRC) del qual va esdevenir vicepresident i president. Les dues organitzacions van ajudar el Consell Nacional de Nagaland (NNC) del líder nacionalista naga, Angami Zapu Phizo, a viatjar a la Xina per importar-hi armes i entrenar joves reclutes. Més tard, els dos es van fusionar amb el Consell Nacional i Khaplang es va convertir en el president el 1974. Durant una d'aquestes visites, va conèixer Thuingaleng Muivah, implicat llavors amb el Consell. Juntament amb un altre líder, Isak Chishi Swu, van formar una associació per revoltar-se contra el NNC per haver signat l'Acord de Shillong de 1975 que acceptava la supremacia de la Constitució de l'Índia. Es van separar i van formar el Consell Nacional Socialista de Nagalim el 1980 Aquest consell va esdevenir força poderós i el 1985 ja dirigia un govern paral·lel a Nagaland, estenent també la seva influència als districtes adjacents de Manipur i Arunachal Pradesh.
Nogensmenys, l'abril de 1988, el Consell es va dividir en dues faccions: el NSCN-K liderat per Khaplang, i el NSCN-IM, dirigit per Swu i Muivah. Khaplang havia fet un intent d'assassinat infructuós de Muivah. El 1989, l'NSCN-K havia expulsat tots els indis naga de Myanmar i l'NSCN-IM va traslladar la base a Tailàndia. La influència de Khaplang a la regió es va estendre. A més de l'activitat insurgent i anti-establishment, va donar espai a altres equips separatistes com el Front Unit d'Alliberament d'Assam (ULFA) i la facció d'IK Songbijit del Front Nacional Democràtic de Bodoland (NDFB (Songbijit)), l'Organització d'Alliberament de Kamtapur (KLO), el Partit Comunista de Kangleipak i Kanglei Yawol Kanna Lup per establir amagatalls al costat de la seu de l'NSCN-K Tot i que operava principalment a Nagaland, l'NSCN-K posteriorment va ingressar als districtes de Changlang i Tirap de la veïna Arunachal Pradesh i, més tard, Assam.
El 28 d'abril de 2001, la NSCN-K va signar un acord d'alto el foc d'un any amb el govern de l'Índia. Khaplang va anunciar la derogació de l'acord el març de 2015. A l'abril, els líders de l'ULFA, NDFB (Songbijit), KLO i Khaplang de l'NSCN-K es van reunir a Taga, a Myanmar, per formar el Front d'Alliberament Unit del Sud-est Asiàtic Occidental (UNLFW) per aconseguir una "lluita unida i total" contra l'establiment indi. Khaplang va ser escollit president. El juny, l'UNLFW va matar 18 membres de l'exèrcit indi en una emboscada al districte de Chandel de Manipur. El setembre de 2015, el Ministeri de l'Interior va declarar l'NSCN-K "organització il·legal" durant un període de cinc anys, en virtut de la Llei de prevenció d'activitats il·legals; l'Agència Nacional d'Investigació va declarar una recompensa de 7 lakh per qui proporcionés informació sobre Khaplang.

## Mort
En la seva vida posterior, Khaplang va desenvolupar diabetis i altres malalties relacionades amb l'edat. Va morir d'una aturada cardíaca el 9 de juny de 2017 a Taga, a la zona autoadministrada de Naga, a la divisió de Sagaing de Myanmar, on tenia la seu de l'NSCN-K. Es va informar que havia tornat de la Xina després d'un tractament i havia de dirigir-se a Waktham, el seu lloc de naixement. Després de la seva mort, l'aleshores ministre en cap de Nagaland Shurhozelie Liezietsu va revelar que "sempre que es discutien qüestions de fons", Khaplang estava disposat "a dialogar amb el govern". Liezietsu va afegir: "és tràgic que un líder naga tan important com el Sr Khaplang mori en un moment en què el problema polític dels naga està a punt de resoldre's i la necessitat que tots els diferents grups polítics naga s'uneixin per transmetre les nostres opinions i aspiracions al govern de l'Índia amb una sola veu és absolutament imprescindible".